# Palolo edentulum
Palolo edentulum är en ringmaskart som först beskrevs av Ehlers 1901.  Palolo edentulum ingår i släktet Palolo och familjen Eunicidae. Inga underarter finns listade i Catalogue of Life.